# Seminarium duchowne w Rydze

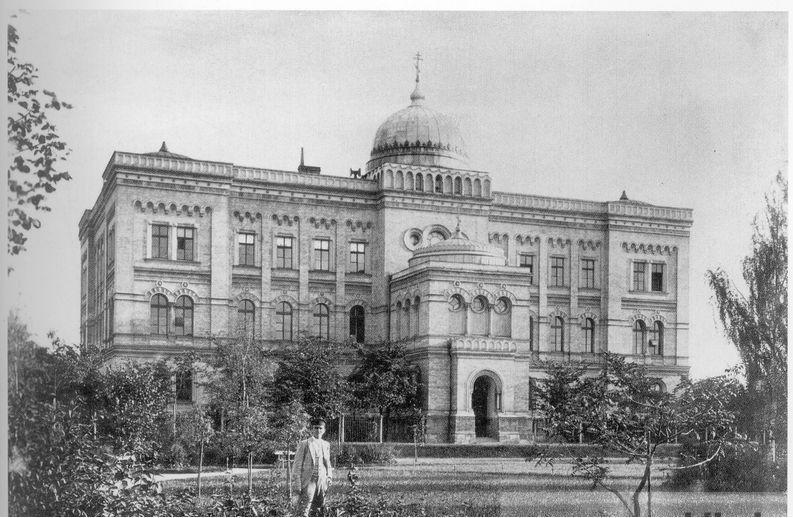
Budynek seminarium w 1920

Seminarium duchowne w Rydze – prawosławne seminarium duchowne, założone w 1851.

## Historia
Seminarium zostało utworzone w 1851 z przekształcenia szkoły duchownej, działającej w Rydze od 1847 w celu kształcenia kapłanów władających językami łotewskim i estońskim, którzy mogliby prowadzić działalność misyjną wśród miejscowej ludności chłopskiej. Wykładano w nim standardowy program kształcenia ustalony dla rosyjskich seminariów uzupełniony o kursy języków estońskiego i łotewskiego oraz historii ziem nadbałtyckich. 120 słuchaczy, pochodzących z ubogich rodzin łotewskich i estońskich, kształciło się na koszt państwa. Nauka w seminarium trwała początkowo pięć, a następnie sześć lat. Od 1864 dziesięciu absolwentów mogło na koszt państwa kształcić się na wybranych rosyjskich uniwersytetach.
Na szczególnie wysokim poziomie w seminarium stała nauka śpiewu cerkiewnego. Jeden z pierwszych łotewskich chórów męskich, Rerkona koris, powstał w latach 80. XX wieku właśnie przy szkole. Z inicjatywy arcybiskupa ryskiego i mitawskiego Arseniusza do programu seminarium wprowadzono naukę podstaw medycyny. Przy seminarium utworzono również dwuletnią szkołę, której absolwenci mogli zostać nauczycielami w wiejskich szkołach parafialnych. Kierowano do niej głównie tych seminarzystów, których uznano za niezdolnych do ukończenia pełnego cyklu nauczania.
Po I wojnie światowej, po powstaniu niepodległego państwa łotewskiego, seminarium odebrano dotychczasowy budynek, w którym rozmieszczono siedzibę Akademii Medycznej. Szkoła wznowiła działalność w 1926 i pozostawała czynna do 1936, gdy zreorganizowano ją w Instytut Teologii Prawosławnej na Uniwersytecie Łotewskim. Po agresji radzieckiej na Łotwę został on zlikwidowany.
Seminarium wznowiło działalność po odzyskaniu przez Łotwę niepodległości. Pierwszą grupę słuchaczy – zarówno mężczyzn, jak i kobiet przygotowujących się do pracy katechetek i regentek chórów cerkiewnych – przyjęto w 1994.

## Związani z seminarium

### Rektorzy[2]
- Paweł (Dobrochotow), 1851–1855
- Nikander (Browkowicz), 1856–1857
- Efrem (Riazanow), 1857
- Joachim (Lewicki), 1893–1896
- Dmitrij Briancew, 1918
- Jānis Janson, 1926–1936
- Aleksander (Kudriaszow), od 1994

### Wykładowcy
- Serapion (Majewski), w latach 1857–1862, od 1859 także inspektor[3]
- Beniamin (Kazanski), w 1897[4]
- Laurenty (Myhowycz), w latach 1996–2000[5]

### Absolwenci

#### Prawosławni biskupi
- Aleksander (Matrionin)[6].
- Aleksander (Vitols)[7]
- Augustyn (Pētersons)[8]
- Herman (Aav)[9]
- Jan (Bulin)[10]
- Jan (Pommers)[11]

#### Inni
- Aleksander Arder, estoński śpiewak operowy[12]
- Ado Birk, estoński polityk, premier Estonii[12]
- Anton Palvadre, estoński prawnik i polityk[12]
- Paul Parmakson, estoński lekarz i wykładowca akademicki[12]
- Jaan Poska, estoński prawnik, działacz niepodległościowy[12]
- Dmitrij Lebiediew, rosyjski wojskowy[12]